# Ivan Bebek

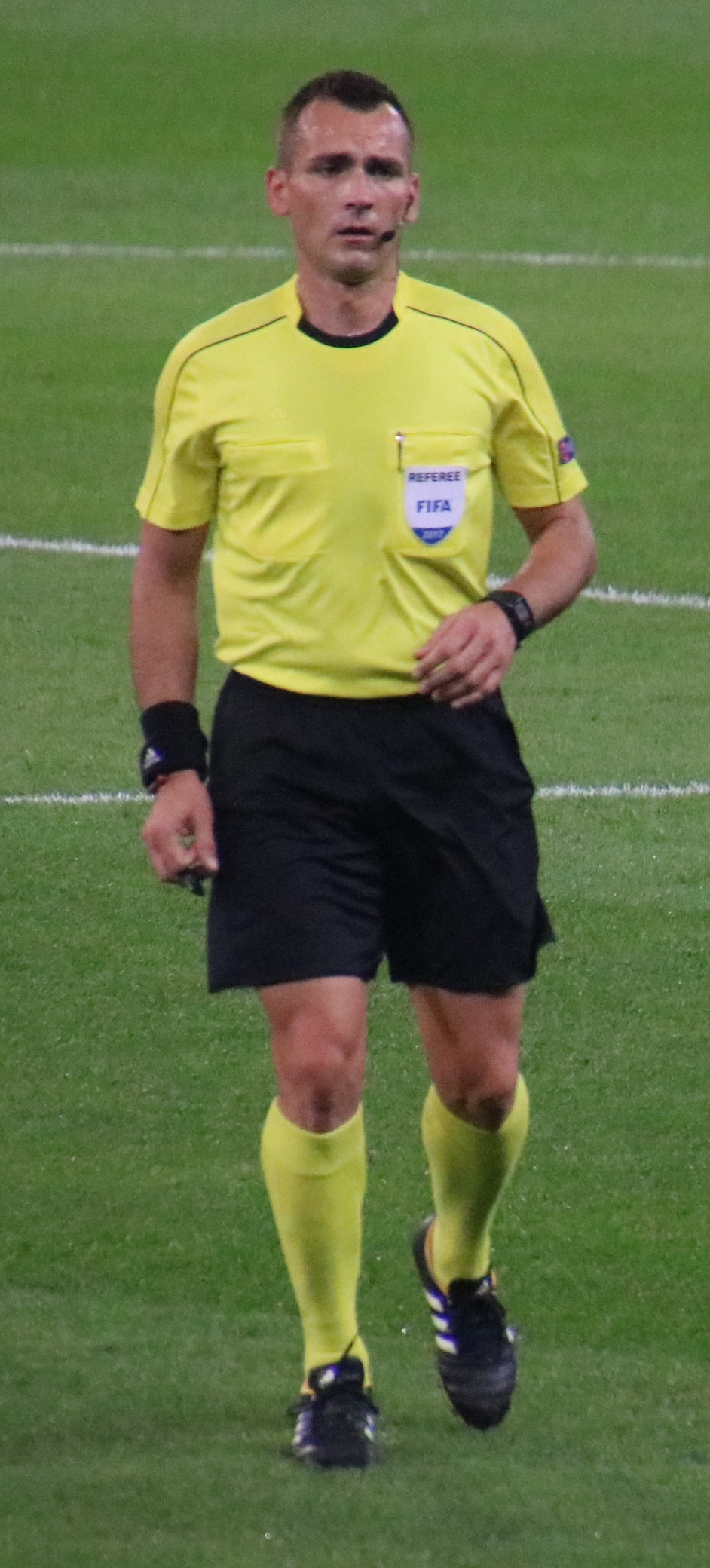
Ivan Bebek in 2017

Ivan Bebek (Rijeka, 30 mei 1977) is een voetbalscheidsrechter uit Kroatië, die internationaal actief is sinds 2003. Hij floot vier duels bij het WK voetbal U17 in Zuid-Korea. Bij het EK voetbal 2008 fungeerde Bebek als vierde official. In 2013 was hij een van de scheidsrechters bij het Europees kampioenschap voetbal onder 21.

## Interlands
| Datum             | Wedstrijd                | Uitslag | Competitie           | Kreeg geel | Kreeg voor de tweede keer geel en dus rood | Weggestuurd |
| ----------------- | ------------------------ | ------- | -------------------- | ---------- | ------------------------------------------ | ----------- |
| 18 augustus 2004  | Polen – Denemarken       | 1 – 5   | Vriendschappelijk    | 0          | 0                                          | 0           |
| 28 maart 2007     | Tsjechië – Cyprus        | 1 – 0   | EK-kwalificatie      | 3          | 0                                          | 0           |
| 2 juni 2007       | Oostenrijk – Paraguay    | 0 – 0   | Vriendschappelijk    | 3          | 0                                          | 0           |
| 13 oktober 2007   | Azerbeidzjan – Portugal  | 0 – 2   | EK-kwalificatie      | 3          | 1                                          | 0           |
| 20 november 2007  | Zwitserland – Nigeria    | 0 – 1   | Vriendschappelijk    | 1          | 0                                          | 0           |
| 10 september 2008 | Noord-Ierland – Tsjechië | 0 – 0   | WK-kwalificatie      | 2          | 0                                          | 0           |
| 28 maart 2009     | Ierland – Bulgarije      | 1 – 1   | WK-kwalificatie      | 3          | 0                                          | 0           |
| 5 september 2009  | Frankrijk – Roemenië     | 1 – 1   | WK-kwalificatie      | 2          | 0                                          | 0           |
| 7 september 2010  | Polen – Australië        | 1 – 2   | Vriendschappelijk    | 5          | 1                                          | 0           |
| 8 oktober 2010    | Tsjechië – Schotland     | 1 – 0   | EK-kwalificatie      | 5          | 0                                          | 0           |
| 6 september 2011  | Moldavië – Hongarije     | 0 – 2   | EK-kwalificatie      | 3          | 0                                          | 0           |
| 7 september 2012  | Letland – Griekenland    | 1 – 2   | WK-kwalificatie      | 5          | 0                                          | 0           |
| 22 maart 2013     | Frankrijk – Georgië      | 3 – 1   | WK-kwalificatie      | 1          | 0                                          | 0           |
| 14 augustus 2013  | Duitsland – Paraguay     | 3 – 3   | Vriendschappelijk    | 4          | 0                                          | 0           |
| 6 september 2013  | Finland – Spanje         | 0 – 2   | WK-kwalificatie      | 1          | 0                                          | 0           |
| 15 oktober 2013   | Cyprus – Albanië         | 0 – 0   | WK-kwalificatie      | 5          | 0                                          | 0           |
| 9 september 2014  | IJsland – Turkije        | 3 – 0   | EK-kwalificatie      | 5          | 1                                          | 0           |
| 27 maart 2015     | Moldavië – Zweden        | 0 – 2   | EK-kwalificatie      | 7          | 1                                          | 0           |
| 6 september 2015  | Wales – Israël           | 0 – 0   | EK-kwalificatie      | 5          | 0                                          | 0           |
| 11 oktober 2015   | Griekenland – Hongarije  | 4 – 3   | EK-kwalificatie      | 7          | 0                                          | 0           |
| 7 oktober 2016    | Luxemburg – Zweden       | 0 – 1   | WK-kwalificatie      | 6          | 1                                          | 0           |
| 12 november 2016  | Liechtenstein – Italië   | 0 – 4   | WK-kwalificatie      | 3          | 0                                          | 0           |
| 1 september 2017  | Roemenië – Estland       | 1 – 0   | WK-kwalificatie      | 4          | 1                                          | 0           |
| 14 oktober 2018   | Azerbeidzjan – Malta     | 1 – 1   | UEFA Nations League  | 4          | 0                                          | 0           |
| 21 maart 2019     | Noord-Ierland – Estland  | 2 – 0   | EK 2020 kwalificatie | 1          | 0                                          | 0           |

Laatste aanpassing op 21 maart 2019